# 格魯吉亞的欽察人
欽察人，曾經對中亞至東歐很多國家的歷史產生影嚮，格魯吉亞是其中之一。在十二至十三世纪，很多格魯吉亞君主曾招募欽察士兵對抗穆斯林鄰國。

## 早期歷史
格魯吉亞和欽察人的接觸始於11世紀，當時他們正在南俄游牧，他們締結了反塞爾柱帝國的政治同盟。
當時的國王大衛四世於1118年招募了10000-100000名欽察人當士兵，並和他們領袖鄂托克汗的女兒古蘭杜克特結婚，在他們影嚮下40000戶欽察人來到格魯吉亞生活，根據協議，欽察家庭男性成員當兵，一些當國王侍衛，國王给予土地和他們可保持原來生活習慣。
他們很多人後來也接受東正教。

## 後期歷史
接受基督教後的欽察人，通過他們的忠誠服務，使國王得以抑制了當時的貴族叛亂。
他們自身也成為新的軍事貴族，這在舊貴族中引起了很大的不滿，但這種關係仍持續至十三世纪。
在蒙古人於1230年代入侵格魯吉亞和金帳汗國成立後，大多數人回南俄生活。

## 傳統
現在的麥斯赫特土耳其人其中一個可能族源是欽察人。